# Cheilanthes tinaei
Cheilanthes tinaei är en kantbräkenväxtart som beskrevs av Todaro. Cheilanthes tinaei ingår i släktet Cheilanthes och familjen Pteridaceae. Inga underarter finns listade.